# Eumolpos
Eumolpos (řecky Εύμολπος, v překladu „krásně zpívající“; latinsky Eumolpus) je v řecké mytologii thrácký král a pěvec, syn Poseidóna a nymfy Chioné. Je pokládán za zakladatele Démétřiných mystérií v Eleusině a tamního kněžského rodu Eumolpovců.